# Análisis de clases latentes
En estadística, el análisis de clases latentes (ACL) relaciona un conjunto de variables  multivariadas (por lo general discretas) con un conjunto de variables latentes. Se llama un modelo de clases latentes debido a que la variable latente es discreta. Una clase se caracteriza por un patrón de probabilidades condicionales que indican la probabilidad de que las variables tomen determinados valores.
El análisis de clase latente (ACL) se utiliza para encontrar grupos o subtipos de los casos en los datos categóricos multivariados. Estos subtipos se llaman "clases latentes".
Frente a una situación de la siguiente manera, un investigador podría elegir utilizar (ACL) para entender los datos: Imagínese que los síntomas a-d han sido medidos en una serie de pacientes con enfermedades X, Y y Z, en donde la enfermedad X se asocia con la presencia de los síntomas a, b, y c, la enfermedad Y con síntomas b, c, d, y la enfermedad Z con síntomas a, c y d.
El LCA intentará detectar la presencia de clases latentes (las entidades de la enfermedad), la creación de patrones de asociación de los síntomas. Al igual que en el análisis de factores, el LCA también se puede utilizar para clasificar caso en función de su máxima verosimilitud pertenencia a una clase.
Debido a que el criterio para la solución del (ACL) es conseguir clases latentes dentro de la cual ya no hay ninguna asociación de un síntoma con otro (porque la clase es la enfermedad que causa su asociación, y el conjunto de enfermedades que un paciente tiene (o clase de un caso es miembro de) hace que la asociación de síntomas, los síntomas serán "condicionalmente independientes", es decir, a la pertenencia de clase, ya no están relacionadas.

## Métodos relacionados
Al igual que en la mayor parte de las estadísticas, hay un gran número de métodos con nombres y usos distintos, que comparten una relación común. El análisis de clusters es, como la (ACL), que se utiliza para descubrir los grupos de taxones como de los casos en los datos. Estimación mezcla multivariado (MME) es aplicable a los datos continuos, y se supone que surgen dichos datos a partir de una mezcla de distribuciones: imaginar un conjunto de alturas derivados de una mezcla de hombres y mujeres. Si una estimación mezcla multivariado se ve limitado por lo que las medidas deben ser correlacionadas en cada distribución se denomina análisis de perfiles latentes . Modificado para manejar datos discretos, este análisis restringido conocido como ACV. Modelos de rasgos latentes discretos restringen aún más las clases ha formado a partir de segmentos de una sola dimensión: miembros esencialmente asignación a clases en esa dimensión: un ejemplo sería la asignación de los casos a las clases sociales en una dimensión de la capacidad o mérito.
Como ejemplo práctico, las variables pueden ser de opción múltiple ítems de un cuestionario político. Los datos en este caso consiste en un N-way tabla de contingencia con las respuestas a los ítems para un número de encuestados. En este ejemplo, la variable latente se refiere a la opinión política y las clases latentes a grupos políticos. Teniendo en cuenta la pertenencia a grupos, las probabilidades condicionales especifican la oportunidad ciertas respuestas se eligen.
Dentro de cada clase latente, las variables observadas son estadísticamente independientes. Este es un aspecto importante. Por lo general, las variables observadas son estadísticamente dependientes. Mediante la introducción de la variable latente, la independencia se restaura en el sentido de que dentro de las clases las variables son independientes (independencia local). Se dice entonces que la asociación entre las variables observadas se explica por las clases de la variable latente (McCutcheon, 1987).
En una forma, el modelo de clases latentes se escribe como:
{\displaystyle p_{i_{1},i_{2},\ldots ,i_{N}}\approx \sum _{t}^{T}p_{t}\,\prod _{n}^{N}p_{i_{n},t}^{n}}